# Molophilus pictitibia
Molophilus pictitibia là một loài ruồi trong họ Limoniidae. Chúng phân bố ở miền Cổ bắc.